# ألغواثاس
بلدية ألغواثاس (بالإسبانية: Alguazas) هي بلدية تقع في منطقة مرسية جنوب شرق إسبانيا.

## الديموغرافيا
بلغ عدد سكان بلدية ألغواثاس 9.288 نسمة عام 2011 (وفقاً للمعهد الوطني الإسباني للإحصاء).
| 6.973 | 7.021 | 7.281 | 7.832 | 8.572 | 8.978 | 9.288 |